# Szenta
Szenta je vas na Madžarskem, ki upravno spada pod podregijo Csurgói Šomodske županijea.